# Croisades : Conspiration au royaume d'Orient
Croisades : Conspiration au royaume d’Orient est un jeu vidéo français d’aventure sorti en 1997 qui repose sur un cadre historique réel de la fin du XIIe siècle : la majorité des actions, en dehors de celles du personnage principal, se sont réellement déroulées.
L'aventure commence en Bourgogne, à la forteresse de Dun-le-Roy, puis se poursuit en Terre sainte, de décembre 1180 à Noël 1184, trois ans avant la prise de Jérusalem et cinq avant la troisième croisade, dite croisade des rois. Un obscur seigneur sans foi ni loi est châtié par son roi ; ce dernier ordonne à son vassal d’aller en Terre sainte et d’en ramener les reliques de la Vraie Croix afin de laver ses péchés.
En 1999, le jeu est remanié et une nouvelle version est éditée sous le nom de Croisades 2000 ; cette version fonctionne sur Windows (3.1, 95, 98, ME) et sur Macintosh, comme la version de 1997, mais aussi sur les systèmes NT (NT, 2000, XP, Vista). L’édition 2000 est rapidement passée de France Télécom Multimédia à Wanadoo Éditions.

## Trame

### Début de partie

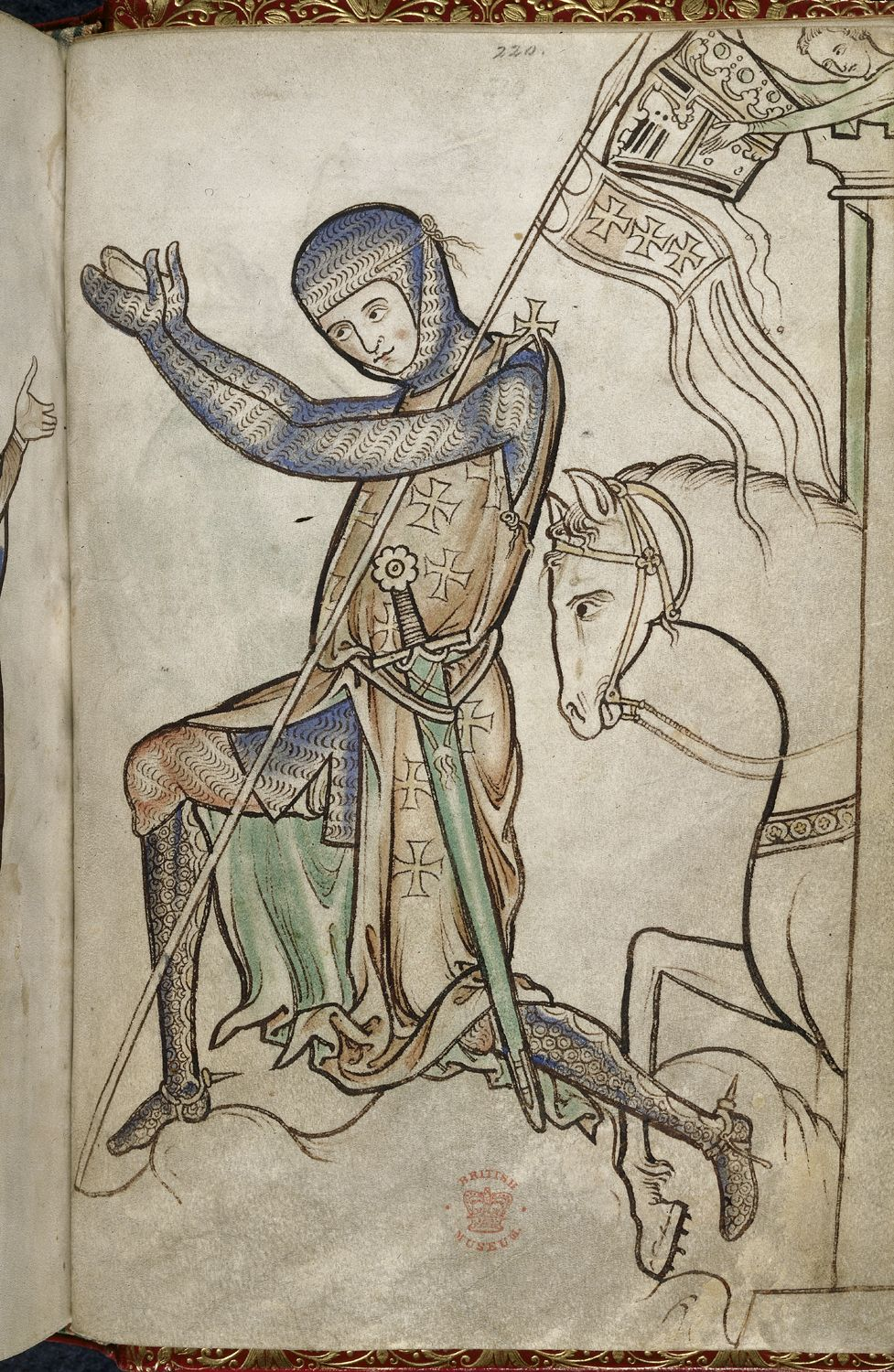
Chevalier s’apprêtant à partir en croisade (psautier de Westminster, XIIIe siècle).

« Écoutez, mes seigneurs, que Dieu vous bénisse, cette belle chronique qui ne parle ni de mensonge ni de folie, mais raconte la merveilleuse prouesse d’un guerrier rebelle qui, un jour, partit en quête des saintes reliques de la Vraie Croix.
Nous voici à Dun-le-Roy. Son terrible seigneur, sire Arthaud, a commis grand péché. Considérant qu’un monastère de son fief rechignait à lui payer d’énormes taxes de redevance, il mit ledit monastère à feu et à sang. L’Église, mère protectrice des bons chrétiens, exigea réparation auprès de Philippe Auguste, lequel avait été sacré roi de tout Français au printemps. Philippe était fort soucieux de son autorité. Quel changement pour les petits nobliaux trop indépendants ? Le farouche Arthaud allait apprendre à ses dépens qui désormais mènerait la danse en ce doux pays de France…
Arthaud, piteux chevalier sans fief ni titre, resta enfermé trois longues années durant dans sa crypte, n’ayant pour tout royaume que quatre murs noirauds et suintants, et pour tout sujet que quelques rats forts peu respectueux. Chaque soir, il hurla contre le roi et la Sainte Église, couvrant de cris odieux et de blasphèmes sans noms les doux cantiques entonnés pour le repos de son âme. Arthaud refusa toute repentance. Pourtant, au déclin d’une sombre et misérable journée d’hiver, en l’an de grâce mille cent quatre-vingt-trois, la lumière fut. Non point dans son âme, mais dans sa geôle.
Le roi Philippe lui exposa avec moult détails la situation des états francs d’Orient. Baudouin IV, roi de Jérusalem, se meurt du mal qui frappa le Lazare : la lèpre. Qui lui succédera ? Certains courtisans, barons et prélats convoitent sa place. Ils s’agitent comme des rapaces autour de ce corps moribond qu’est la couronne d’Orient. Philippe soupçonne même un odieux complot visant à renverser cette noble dynastie en place. En outre, aveuglés par leur cupidité, ces courtisans ne voient point la terrible puissance qui grandit à l’est. Le Kurde Saladin, grand sultan d’Égypte et de Syrie, a su profiter des querelles qui divisent la cour. Il menace à présent le royaume. Philippe, roi très chrétien, veut tout faire pour rétablir l’ordre et empêcher la ruine de Jérusalem.
La mission qu’il confie à Arthaud consistera à dérober les reliques de la Sainte Croix du Christ et à les apporter en France dans un an, jour pour jour, où elles seront en sécurité. C’est à ce prix que le seigneur déchu de Dun-le-Roy retrouvera sa liberté. Arthaud comprit ainsi les raisons de la royale clémence de Philippe… Il ne lui restait plus qu’à s’embarquer pour la Terre sainte. »

— Paroles de Jean Boissery (voix off), alias Al Hârawî. Narrations tirées des premières cinématiques du jeu.

### Scénario
Arthaud, duc de Mâcon, est le seigneur de Dun-le-Roy. Le roi de France Philippe Auguste assiège son château pour le punir d'avoir pillé un monastère, et le fait enfermer trois ans dans sa propre chapelle avant de lui confier une mission en Terre sainte. Au cours de son périple, Arthaud croise de nombreux personnages historiques et met au jour un funeste complot.
À Saint-Gilles, il rencontre Gérard de Ridefort, sénéchal de l'ordre du Temple et Orio Mastropiero, le doge de Venise, qui lui promettent une vie prospère en Terre sainte. À Saint-Jean-d’Acre, il assiste à la vente d'un volumineux chargement de bois d'importance stratégique dans le contexte agité qui caractérise cette période. À Jérusalem, il assiste à la lutte entre les deux factions qui convoitent le trône du royaume croisé ; le roi Baudouin IV de Jérusalem a en effet déchu Guy de Lusignan de sa succession au profit de Raymond III de Tripoli, qui régnera jusqu'à la majorité de Baudouin V de Jérusalem ; Ridefort, Châtillon, Agnès de Courtenay, Héraclius d’Auvergne montent un complot avec la secte des assassins et réussissent à convaincre Arthaud de rejoindre Kérak. Lorsque Saladin assiège Kérak, Arthaud s'échappe avec son ami Al Hârawi, qui est en réalité un espion du sultan. Les deux hommes sont envoyés à Jérusalem pour signer une trêve avec le roi et empêcher l'assassinat de Baudouin V. Là, Arthaud assiste à une tentative d'assassinat du futur roi, puis à un prodige, mais l'instant d'après se fait enfermer dans une geôle, d'où il ressort grâce à un deuxième prodige. Mais il est devenu lépreux. Il découvre alors que Philippe Auguste a déjà caché les reliques dans la chapelle où il a passé trois années emprisonné. Il retourne alors à Dun-le-Roy et y trouve les reliques. Mais des assassins envoyés par Ridefort l'attaquent. Au cours du combat, Arthaud déplace les reliques hors de la chapelle, provoquant son effondrement. Arthaud survit cependant et, miraculeusement guéri de la lèpre en récompense de ses efforts et de son repentir, quitte les ruines de Dun-le-Roy.
En guise d'épilogue, Al Hârawi nous précise que le roi l'a envoyé pour démasquer les conspirateurs et que la suite de la vie d'Arthaud est inconnue, mais dit l'avoir revu lors de la troisième croisade aux côtés de Philippe Auguste.

### Lieux

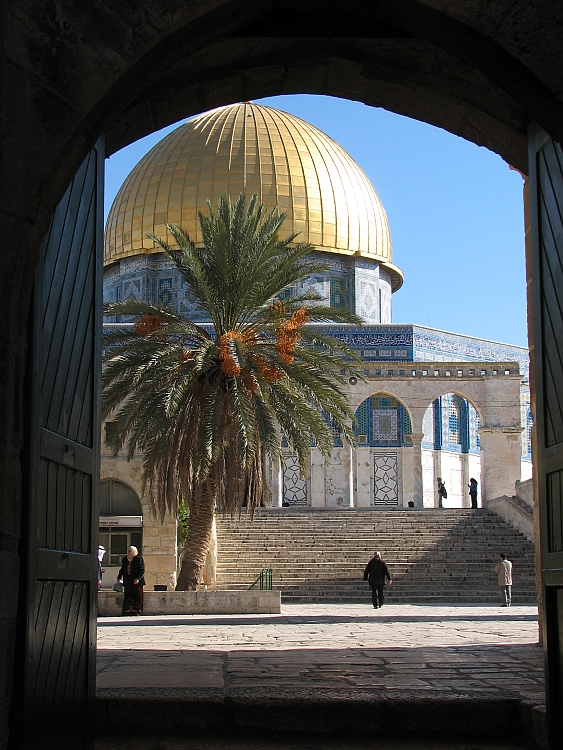
Le dôme du Rocher, à Jérusalem.

- Dun-le-Roy[1], le fief d'Arthaud assiégé par Philippe Auguste
- Saint-Gilles, ville portuaire de Méditerranée dominée par sa commanderie templière
- La Lucina, une nef marchande qui traverse la Méditerranée sous bonne escorte
- Saint-Jean-d’Acre, en particulier le quartier du port et le caravansérail
- Kérak de Moab, la forteresse de Renaud de Châtillon assiégée par Saladin
- Jérusalem, notamment le dôme du Rocher, le puits des âmes, le Saint-Sépulcre

### Personnages
- Arthaud[2] : Arthaud III, seigneur de Dun[1], personnage clé du jeu ; c'est le dernier vicomte du Mâconnais.
- Agnès de Courtenay : mère du roi Baudouin IV de Jérusalem et de Sibylle de Jérusalem, femme d'Amaury Ier ; elle soutient Guy de Lusignan et entretient des relations avec la secte des assassins.
- Al Hârawi : espion de Saladin, qui devient le compagnon de route d'Arthaud ; c'est le seul personnage fictif important du jeu et c'est le narrateur de l'histoire.
- Baudouin IV de Jérusalem : roi de Jérusalem atteint de la lèpre.
- Baudouin V de Jérusalem (dit Baudouinet) : Baudouin V, successeur de Baudouin IV, âgé de cinq ans.
- Gérard de Ridefort : sénéchal de l'ordre du Temple et complice de Renaud de Châtillon et d'Orio Mastropiero.
- Guillaume de Tyr : homme qui prévint Philippe II de France de la situation en Terre sainte et cacha les reliques (fiction) ; ce personnage est cité plusieurs fois, mais n'est pas présent dans le jeu.
- Guy de Lusignan : prétendant au trône écarté par Baudouin IV à cause de ses piètres qualités, soutenu par le parti de la Cour[3] ; il devient cependant roi après la mort prématurée de Baudouin V de Jérusalem.
- Héraclius d’Auvergne : patriarche de Jérusalem et amant d'Agnès de Courtenay.
- Moïse Maïmonide : médecin juif de Saladin.
- Orio Mastropiero : doge de Venise, complice de Renaud de Châtillon et de Gérard de Ridefort.
- Philippe Auguste : roi de France qui fait emprisonner Arthaud avant de l'envoyer en Terre sainte.
- Renaud de Châtillon : seigneur félon de Kérak.
- Raymond de Tripoli : régent choisi par Baudouin IV de Jérusalem pour la minorité de Baudouin V de Jérusalem, soutenu par le parti des Barons[4].
- Saladin : sultan d'Égypte et de Syrie.
- Rabbi Abraham : seul rabbin autorisé à entrer dans la Jérusalem franque ; il aide Arthaud à s'évader des geôles où Gérard de Ridefort l'a enfermé.

## Système de jeu
Le jeu, plutôt que de montrer la violence entre croisés et musulmans, souligne les querelles entre Francs de Terre sainte, qui ont par ailleurs causé la perte de Jérusalem.
Le jeu contient une série de scènes comprenant un ou plusieurs tableaux fixes permettant au joueur d'interagir avec son environnement pour récupérer des objets utiles et écouter les conversations qui lui fourniront des indices. Le passage d'une scène à une autre s'effectue en résolvant une énigme ; chaque scène commence et se termine par une cinématique. Une carte indique la localisation des tableaux et des personnages.
Une encyclopédie, accessible directement depuis le jeu, fournit de précieuses informations sur les Croisades, sur les principaux personnages de l’époque, sur les factions en présence, sur les sciences et technologies, et sur les armements ; ses illustrations permettent également au joueur de récupérer de quoi résoudre les différentes énigmes, qui appartiennent à des domaines très variées : manipulation d’engins de siège, technique de sape, architecture, histoire, géographie, chimie, bataille navale, astronomie, héraldique, médecine, mathématiques, lieux saints, théologie, etc.

## Développement

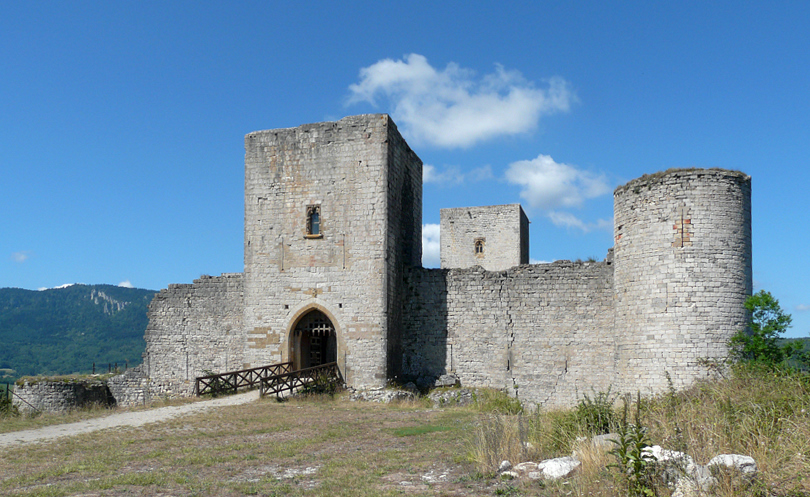
Le château de Puivert servit à modéliser la forteresse de Dun-le-Roy.

Le jeu a été réalisé par une équipe française menée par Édouard Lussan et Cécile Haziot. Tous les personnages sont interprétés par des acteurs intégrés dans le jeu, entre autres Eigil Qwist, Jérôme de Lempdes et Sabine Pangaud. Croisades est sorti à la même époque que de nombreux jeux d'aventure historique tels que Versailles 1685 : Complot à la Cour du Roi Soleil et Égypte : 1156 av. J.-C. - L'Énigme de la tombe royale.
Les décors sont réalisés en images de synthèse, souvent basées sur des photos ou des tableaux retouchés : ainsi, le château de Puivert a permis de modéliser la forteresse de Dun-le-Roy et l'église de Châteauneuf a permis de créer la chapelle que l'on voit dans le jeu. Les engins (trébuchets, catapultes...) ont été modélisés en trois dimensions. Les animations des personnages sont exécutées par des acteurs, puis incrustées sur les décors.
Les mêmes développeurs ont développé Vikings en utilisant le même moteur de jeu.

## Réception
Le site Jeuxvideo.com se plaint du fait que la version 2000 n'apporte pas de nouveaux éléments par rapport à la version de 1997 et lui attribue la note de 10/20, tout en précisant que « cette note ne reflète pas le jeu en lui-même car d'assez bonne qualité pour un jeu à caractère éducatif ».
Les lecteurs du même site accordent cependant à cette même édition la moyenne de 15/20 (11 avis).